# My Giant
My Giant es una película de comedia dramática de 1998, dirigida por Michael Lehmann y  protagonizada por Billy Crystal y el jugador de la NBA Gheorghe Mureşan en su única película. Crystal también coescribió la historia.
La historia fue inspirada por el luchador André Roussimoff, a quien Crystal conoció durante la filmación de The Princess Bride. Steven Seagal apareció como él mismo.

## Elenco
| Actor            | Papel              |
| ---------------- | ------------------ |
| Billy Crystal    | Sammy Kamin        |
| Gheorghe Mureşan | Maximus Zamfirescu |
| Kathleen Quinlan | Serena Kamin       |
| Joanna Pacuła    | Liliana Rotaru     |
| Zane Carney      | Nick Kamin         |
| Dan Castellaneta | Partlow            |